# Pyrrhogyra crameri
Espèce
Pyrrhogyra crameri est une espèce de lépidoptères (papillons) de la famille des Nymphalidae, sous-famille des Biblidinae, de la tribu des Biblidini et du genre Pyrrhogyra.

## Dénomination
Pyrrhogyra crameri a été décrite par Per Olof Christopher Aurivillius en 1882. 

## Liste des sous-espèces
- Pyrrhogyra crameri crameri ;  présent au Surinam et au Trinidad
- Pyrrhogyra crameri hagnodorus Fruhstorfer, 1908 ; présent au Pérou.
- Pyrrhogyra crameri nautaca Fruhstorfer, 1908 ; présent en Colombie et en  Équateur[2].
- Pyrrhogyra crameri undine Bargmann, 1929 ; présent en Colombie.
- Pyrrhogyra crameri ssp au Panama[1].

### Noms vernaculaires
Pyrrhogyra crameri se nomme Cramer's Redring ou Rounded Banner en anglais,.

## Description
Pyrrhogyra crameri est un papillon d'une envergure d'environ 44 mm aux ailes antérieures et postérieures à bord externe dentelé. Le dessus est de couleur blanche largement bordé de marron au bord costal et externe des ailes antérieures réservant deux taches blanches à chaque apex et largement bordé de marron au bord externe des ailes postérieures qui présentent une petite tache rouge à l'angle anal.
Le revers est blanc avec une fine ligne submarginale rouge doublée d'une ligne rouge qui, aux ailes antérieures se continue le long du bord costal et délimite une tache blanche proche de l'apex.

## Biologie

### Plantes hôtes
Les plantes hôtes de ses chenilles sont des Paullinia.

## Écologie et distribution
Pyrrhogyra crameri est présent à Panama, au Nicaragua, au Costa Rica, en Colombie,  en  Équateur, au Pérou, au Surinamau Trinidad et en Guyane,.

### Biotope
Pyrrhogyra crameri réside dans tous types de forêts.

### Protection
Pas de statut de protection particulier.

## Publication originale
- (en) P. O. Chr. Aurivillius, « Recensio Critica Lepidopterum Musei Ludovicae Ulricae quae Descripsit Carolus a Linné », Proceedings of the Royal Swedish Academy of Sciences, Stockholm, Inconnu, vol. 19, no 5,‎ 1882, p. 1-188 (ISSN 0023-5377, OCLC 8263718, lire en ligne).